# Jonas Eek (teolog)
Bo Jonas Eek, född 3 juli 1970 i Partille församling, Göteborgs och Bohus län, är en svensk teolog, präst och ledarskribent. 

## Biografi
Efter avslutade gymnasiestudier vid Sigrid Rudebecks gymnasium i Göteborg 1989 inledde han teologiska studier vid Lunds universitet. Han avlade teologie kandidatexamen 1997 och prästvigdes för Göteborgs stift 1998. Efter tjänstgöring som pastorsadjunkt antogs han som doktorand i religionspsykologi vid Lunds universitet. Han avlade doktorsexamen 2001 med en avhandling om pilgrimsresor till klostret Taizé.
Mellan 2001 och 2006 var han komminister i Örgryte församling med ansvar för konfirmand-, ungdoms- och skolarbete. Han var 2006–2010 domkyrkoteolog vid Göteborgs domkyrka och 2010–2013 stiftsteolog i Göteborgs stift.  År 2011 utnämndes han till hedersprost av biskop Carl Axel Aurelius.
År 2013 blev Eek utgivningschef vid Verbum AB och 2017 opinionschef (ledarskribent) i Kyrkans tidning.
Eek var kandidat vid biskopsvalen i Karlstad 2016, Göteborg 2017, Stockholm 2019 och Linköping 2022. År 2023 utnämndes han till domprost i Stockholms domkyrkoförsamling.
Han är son till domprosten Bo Eek och adjunkten Gunilla Eek, född Ewaldz.